# Stadion Hrvatski vitezovi

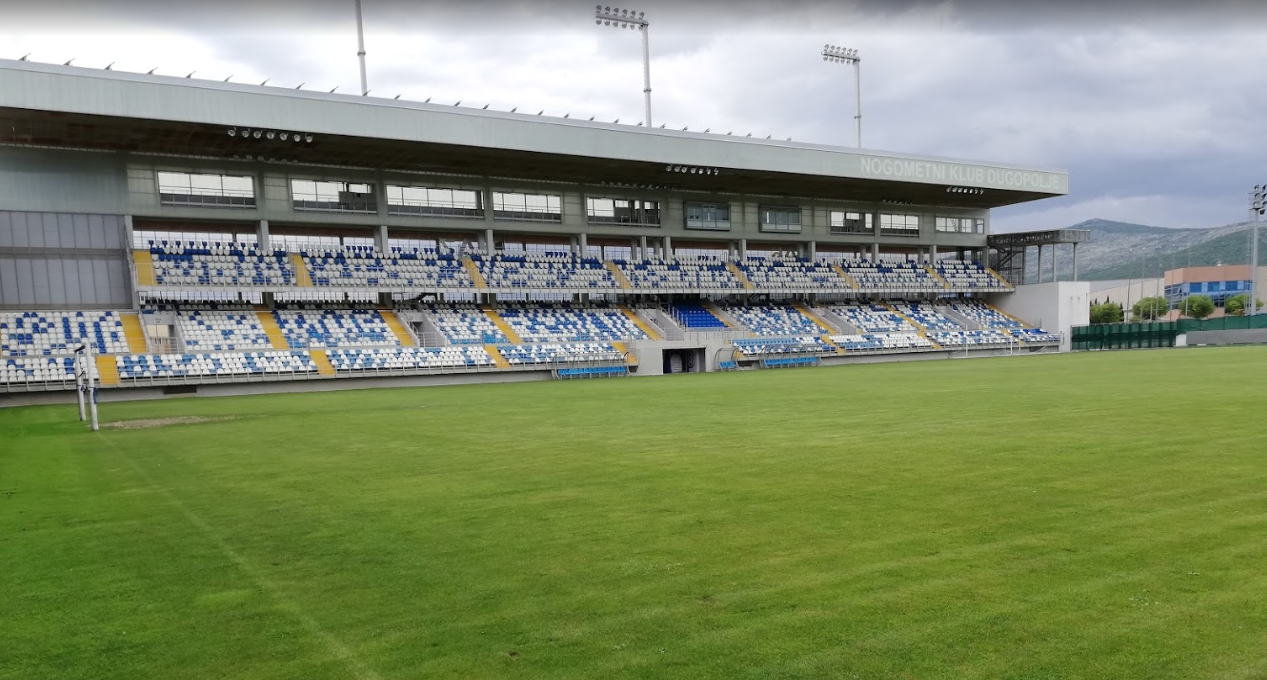
Stadion Hrvatski vitezovi.

Stadion Hrvatski vitezovi – stadion piłkarski w Dugopolje, niedaleko Splitu, w Chorwacji. Został otwarty 22 lipca 2009 roku. Może pomieścić 5200 widzów. Swoje spotkania rozgrywają na nim piłkarze klubu NK Dugopolje.
Obiekt powstał w miejscu starego boiska klubu NK Dugopolje, na którym ostatnie spotkanie rozegrano 29 września 2007 roku. Jeszcze tego samego dnia wmurowano kamień węgielny pod budowę nowego obiektu. Jednocześnie przystąpiono także do budowy boiska bocznego ze sztuczną nawierzchnią (pierwszy oficjalny mecz rozegrano na nim w lutym 2008 roku), na którym tymczasowo swoje trzecioligowe spotkania rozgrywała drużyna NK Dugopolje. Otwarcie nowego stadionu miało miejsce 22 lipca 2009 roku. Nowy obiekt posiada dwie zadaszone trybuny wzdłuż boiska, większą, piętrową, od strony zachodniej i mniejszą, od strony wschodniej. Arena wyposażona jest w sztuczne oświetlenie. Występujący na obiekcie piłkarze NK Dugopolje w 2010 roku awansowali do drugiej ligi. W 2012 roku zespół ten zajął pierwsze miejsce w tabeli drugiej ligi, ale z powodu niespełniania wszystkich warunków licencyjnych, nie awansował do najwyższej klasy rozgrywkowej i pozostał w drugiej lidze. Na obiekcie odbyło się również kilka spotkań kwalifikacji Ligi Europy z udziałem Hajduka Split, RNK Split i HNK Šibenik.